# Pithanus maerkelii

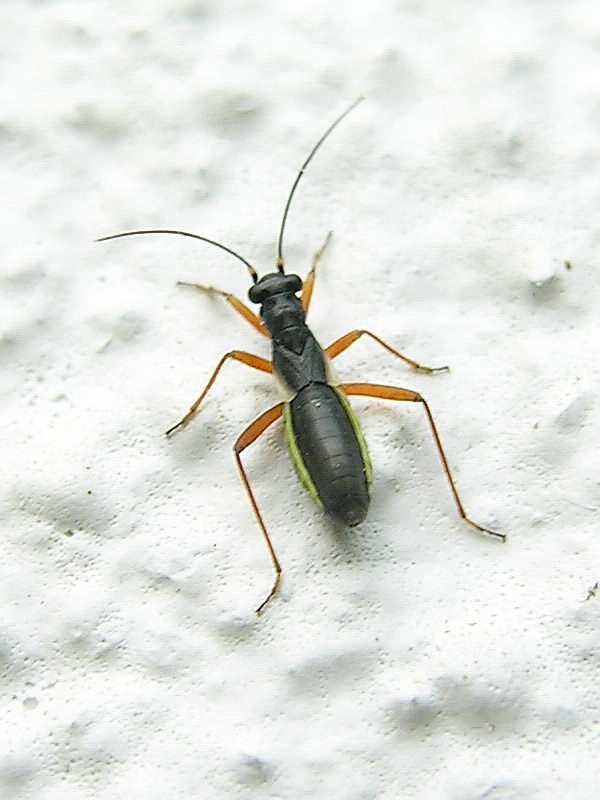
Pithanus maerkelii

Pithanus maerkelii ist eine Wanzenart aus der Familie der Weichwanzen (Miridae).

## Merkmale
Die Wanzen werden 3,7 bis 5,4 Millimeter lang. Sie haben einen unverwechselbaren, ameisenähnlichen Körperbau. Nahezu immer sind ihre Flügel verkürzt (mikropter), es gibt jedoch selten auch Weibchen mit voll entwickelten (makropteren) Flügeln. Das Connexivium, die Flügelränder und das erste Glied der Fühler sind blass gefärbt. Das Pronotum ist mittig verdickt.

## Vorkommen und Lebensraum
Die Art ist in Europa verbreitet, tritt allerdings im Mittelmeerraum nur am westlichen Nordrand auf. Östlich erstreckt sich die Verbreitung über Russland und die Ukraine. Sie wurde durch den Menschen auch in Nordamerika eingeschleppt. In Deutschland ist sie weit verbreitet und lokal häufig. Auch in Österreich tritt sie überall, allerdings nur vereinzelt und vor allem in den mittleren Höhenlagen auf.
Besiedelt werden offene Lebensräume, Lichtungen und Waldränder, wobei sowohl feuchte, als auch trockene Böden in Frage kommen.

## Lebensweise
Man findet Pithanus maerkelii auf Süßgräsern (Poaceae), Sauergrasgewächsen (Cyperaceae) und auch Binsengewächse (Juncaceae). So sind sie unter anderem an Straußgräsern (Agrostis), Schwingel (Festuca), Borstgras (Nardus), Schmielen (Deschampsia), Seggen (Carex), Simsen (Scirpus) und Binsen (Juncus). Die Wanzen halten sich vor allem am Boden oder an den Halmen ihrer Wirtspflanzen nahe am Boden auf. Sie klettern nur bei sonnigem Wetter nach oben. Sie saugen an den Halmen (Knoten) und auch an den Ähren (Samenanlagen). Die Imagines kann man von Anfang/Mitte Juni, selten auch schon ab Ende Mai bis in den August beobachten. Männchen treten ab Mitte Juli allerdings nur noch vereinzelt auf. Die Weibchen stechen ihre Eier vor allem im Juli in die unteren Teile der Halme ihrer Wirtspflanzen ein.

## Belege